# Heteronyx rusticus
Heteronyx rusticus är en skalbaggsart som beskrevs av Blackburn 1890. Heteronyx rusticus ingår i släktet Heteronyx och familjen Melolonthidae. Inga underarter finns listade i Catalogue of Life.